# 奧尼基伊夫卡
50°42′10″N 32°31′59″E / 50.70278°N 32.53306°E
奧尼基伊夫卡（烏克蘭語：Оникіївка），是烏克蘭的村落，位於該國北部切爾尼戈夫州，由普里盧基區負責管轄，始建於1600年，面積0.64平方公里，海拔高度130米，2001年人口74，人口密度每平方公里115.3人。